# 2793 Valdaj
2793 Valdaj eller 1977 QV är en asteroid i huvudbältet som upptäcktes den 19 augusti 1977 av den rysk-sovjetiske astronomen Nikolaj Tjernych vid Krims astrofysiska observatorium på Krim. Den har fått sitt namn efter Valdajhöjderna.
Asteroiden har en diameter på ungefär 27 kilometer.